# Breite Straße 43 (Quedlinburg)

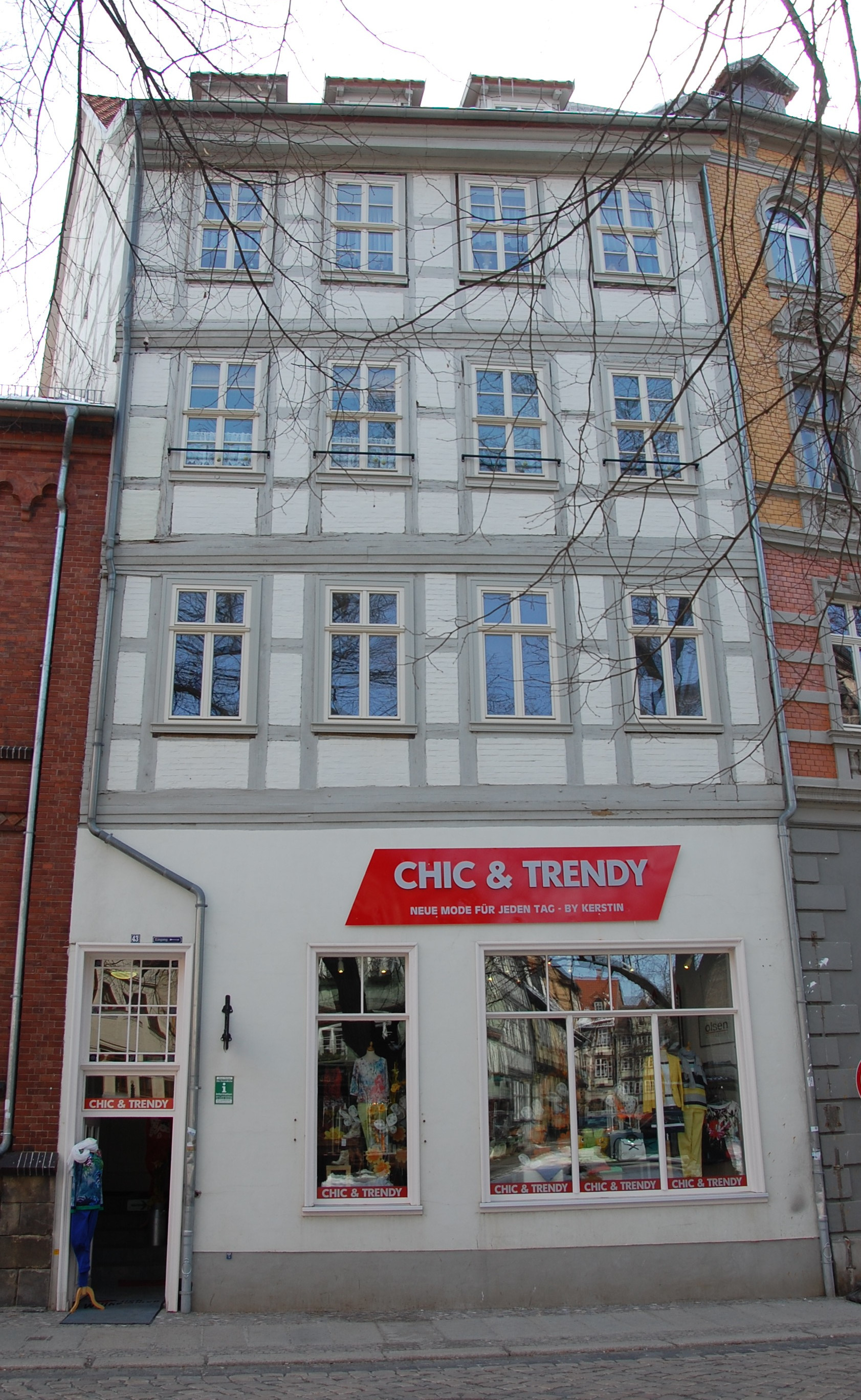
Haus Breite Straße 43

Das Haus Breite Straße 43 ist ein denkmalgeschütztes Gebäude in der Stadt Quedlinburg in Sachsen-Anhalt.

## Lage
Es befindet sich nordöstlich des Marktplatzes der Stadt und gehört zum UNESCO-Weltkulturerbe. Im Quedlinburger Denkmalverzeichnis ist es als Kaufmannshof eingetragen. Südlich grenzt das gleichfalls denkmalgeschützte Haus Breite Straße 44 an.

## Architektur und Geschichte
Der Hof entstand in der zweiten Hälfte des 18. Jahrhunderts. Das Vorderhaus wurde als viergeschossiges Fachwerkhaus errichtet, wobei die Fassade durch einen Ständerrhythmus geprägt ist. Markant ist die symmetrische Verteilung der Fenster. Das Erdgeschoss wurde später in massiver Bauweise erneuert.
Auf der Nordseite des Hofs bestehen zwei weitere Gebäudeflügel. Der östliche, dreigeschossige Flügel entstand zur gleichen Zeit wie das Vorderhaus und verfügt an seiner Fassade über Leiterbrüstungen und Profilbohlen.